# Narbona
Narbona (in francese: Narbonne, AFI: [naʁˈbɔn]; in occitano e catalano: Narbona, AFI: [naɾˈbunɔ] e [naɾˈbona]) è un comune francese di 56 123 abitanti situato nel dipartimento dell'Aude nella regione dell'Occitania, sede di sottoprefettura.
La città ha un passato illustre: prima colonia di diritto romano al di fuori dell'Italia, fu per lungo tempo capoluogo e centro organizzatore della provincia che da lei prese nome, la Narbonense, che si estendeva per gran parte della Gallia meridionale. Nota anche per aver dato i natali nel 256 al grande e glorioso bimartire San Sebastiano, in età medievale fu capitale del regno visigoto e, successivamente, importante centro religioso, spirituale e culturale, sede di una prestigiosa arcidiocesi.

## Geografia fisica

### Territorio
Narbona è il comune più popolato del dipartimento dell'Aude. Si adagia sulla pianura del fiume Aude a circa dodici chilometri in linea d'aria dal Mediterraneo, ad est, a breve distanza dal massiccio delle Corbières e dello stagno di Bages-Sigean, a sud, e dalle prime propaggini delle colline del Minervois, a settentrione. È capoluogo di arrondissement.
 
La città è situata, in linea d'aria, a 85 km da Montpellier (96 km su strada), a 134 km da Tolosa (157 km su strada), a 192 km da Marsiglia (256 km su strada) e 633 km da Parigi (786 km su strada).

### Clima
La città ha un clima mediterraneo, caldo, ma non torrido, d'estate, con una temperatura media stagionale di circa 22 °C (luglio, il mese più caldo, raggiunge un valore medio di 23 °C), e mite d'inverno, con valori stagionali che si attestano attorno ai 7,5 °C (il mese più freddo, gennaio, ha una temperatura media di 6,9 °C). Nei mesi invernali possono prodursi gelate. Le precipitazioni (583 mm annui di media circa) non sono abbondanti, anche se abbastanza ben distribuite da settembre a maggio. I mesi estivi presentano l'aridità tipica che si riscontra, in quell'epoca dell'anno, in molte altre contrade mediterranee. Le precipitazioni di tipo nevoso costituiscono un fenomeno piuttosto raro.
| Stazione di Narbona (1948-1999) | Gen  | Feb  | Mar  | Apr  | Mag  | Giu  | Lug  | Ago  | Set  | Ott  | Nov  | Dic  | Anno  |
| ------------------------------- | ---- | ---- | ---- | ---- | ---- | ---- | ---- | ---- | ---- | ---- | ---- | ---- | ----- |
| Temp. media max. estrema (°C)   | 16,5 | 17,7 | 21,8 | 24,4 | 28,1 | 32,1 | 34,0 | 33,3 | 29,9 | 25,3 | 20,1 | 17,1 |       |
| Temp. media max. (°C)           | 10,3 | 11,8 | 14,6 | 17,2 | 21,1 | 25,5 | 28,5 | 27,4 | 24,3 | 19,2 | 14,1 | 11,0 | 18,7  |
| Temp. media min. (°C)           | 3,6  | 4,4  | 6,1  | 8,3  | 11,7 | 15,0 | 17,5 | 17,2 | 14,7 | 11,2 | 6,9  | 4,5  | 10,1  |
| Temp. media min. estrema (°C)   | -3,6 | -2,2 | -0,3 | 2,5  | 6,1  | 10,0 | 12,5 | 11,6 | 7,9  | 3,9  | -0,3 | -3,0 |       |
| Precipitazioni (mm)             | 51,2 | 49,4 | 48,5 | 47,9 | 41,8 | 31,4 | 18,3 | 34,0 | 54,3 | 97,7 | 49,5 | 58,7 | 582,7 |
| Giorni di pioggia               | 7,9  | 7,4  | 7,5  | 7,4  | 7,4  | 5,4  | 3,9  | 4,9  | 5,7  | 7,5  | 7,0  | 8,5  | 80,5  |

## Storia

### Storia antica
Fu la prima colonia romana al di fuori dell'Italia, fondata nel 118 a.C. mediante la ricollocazione di alcune migliaia di agricoltori italici nei pressi di un insediamento volco preesistente, con il nome di Narbo Martius, secondo alcuni in onore a Quinto Marcio Re, il console in carica in quell'anno, per altri invece dedicata al dio Marte. Un secondo nucleo di coloni, costituito per lo più da veterani della leggendaria X Legio, vi si insediò nel 46 a.C., in epoca cesariana. La città divenne capitale, subito dopo la propria fondazione, della provincia romana della Gallia transalpina, cui diede il suo stesso nome: Narbonense.
Situata lungo la via Domitia, la grande arteria che collegava Roma alla Spagna, godette, fin dagli ultimi anni del II secolo a.C. di una importanza strategica di assoluto rilievo che si incrementò ulteriormente nel secolo successivo, a seguito della conquista romana dell'intera Gallia e del completamento della via Aquitania che, partendo da Narbona, raggiungeva Burdigala e l'Atlantico. Al tempo di Tiberio (I secolo) risultava essere la colonia più popolosa della Gallia. La città continuò ad ampliarsi e fino alla metà del II secolo, allorquando venne parzialmente distrutta da un incendio e sostituita da Nîmes come residenza del proconsole della Narbonense. Risollevatasi, conobbe una nuova epoca di prosperità in età tardo-imperiale, come ci viene testimoniato da Ausonio (IV secolo). Nel 412 fu occupata, insieme a gran parte della provincia di appartenenza, dai Visigoti che un secolo più tardi ne fecero la capitale del proprio Stato (511). Verso il 720 fu conquistata dai Saraceni provenienti da Al Andalus. Sarà liberata dai Franchi solamente mezzo secolo dopo.

## Monumenti e luoghi d'interesse
- Cattedrale di Narbona
- Palazzo Arcivescovile, composto dal palazzo Vecchio d'origine romana e dal palazzo Nuovo in stile gotico. Ospita il municipio, il museo archeologico e il museo d'arte e storia
- Chiesa di San Paolo, costruita intorno al 1180 sui resti di una precedente struttura del V secolo distrutta da un incendio
- Abbazia di Sainte-Marie de Fontfroide, a circa 15 km a sud ovest dalla città
- Pont des Marchands, risalente all'epoca romana. È uno dei pochi ponti francesi ad essere ancora abitati.

## Società

### Evoluzione demografica
La popolazione residente è aumentata circa del 20 % negli ultimi venti anni
Abitanti censiti

## Geografia antropica

### Suddivisioni amministrative
Fino al 2014 la città era amministrativamente suddivisa nei tre cantoni di Narbona-Est, Narbona-Ovest e Narbona-Sud.
A seguito della riforma approvata con decreto del 21 febbraio 2014, che ha avuto attuazione dopo le elezioni dipartimentali del 2015, il territorio comunale della città è suddiviso nei tre cantoni:
- Cantone di Narbona-1: comprende parte della città di Narbona e i comuni di
  - Bizanet
  - Montredon-des-Corbières
  - Névian
  - Villedaigne
- Cantone di Narbona-2: comprende parte della città di Narbona e i comuni di Bages e Gruissan
- Cantone di Narbona-3: comprende parte della città di Narbona

## Amministrazione

### Gemellaggi
Narbona è gemellata con:
- Aosta
- Grosseto
- Salford
- Weilheim in Oberbayern
- Belgrado
- Oradea
- Praga